# Elecciones municipales de Cajamarca de 1966
Las elecciones municipales de Cajamarca de 1966 se llevaron a cabo el 13 de noviembre de 1963 para elegir al alcalde y al Concejo Provincial del Cajamarca para el periodo 1967-1969. La elección se celebró simultáneamente con elecciones municipales en todo el país.

## Sistema electoral
La Municipalidad Provincial de Cajamarca es el órgano administrativo y de gobierno de la provincia de Cajamarca. Está compuesta por el alcalde y el Concejo Provincial.
La votación del alcalde y el concejo se realiza en base al sufragio universal alfabeto, que comprende a todos los ciudadanos nacionales y no nacionales mayores de veintiún años, empadronados y residentes en la provincia de Cajamarca y en pleno goce de sus derechos políticos.
El Concejo Provincial de Cajamarca está compuesto por 14 concejales elegidos por sufragio directo para un período de tres (3) años, en forma conjunta con la elección del alcalde (quien lo preside). La votación es por lista cerrada y bloqueada. Se asigna a la lista ganadora los escaños según el método d'Hondt.

## Composición del Concejo Provincial de Cajamarca
La siguiente tabla muestra la composición del Concejo Provincial de Cajamarca antes de las elecciones.
| Partidos | Partidos                                                    | Concejales |
| -------- | ----------------------------------------------------------- | ---------- |
|          | Coalición Partido Aprista Peruano - Unión Nacional Odriísta | 8          |
|          | Alianza Acción Popular - Democracia Cristiana               | 6          |

## Partidos y candidatos
A continuación se muestra una lista de los principales partidos y alianzas electorales que participaron en las elecciones:
| Candidatura | Candidatura | Partidos y alianzas | Candidatos | Candidatos                 | Ideología                                           | Resultado previo | Resultado previo | Ref.  |
| Candidatura | Candidatura | Partidos y alianzas | Candidatos | Candidatos                 | Ideología                                           | Votos (%)        | Con.             | Ref.  |
| ----------- | ----------- | --- | ---------- | -------------------------- | --------------------------------------------------- | ---------------- | ---------------- | ----- |
|             | APRA–UNO    | Lista - Coalición Partido Aprista Peruano - Unión Nacional Odriísta (APRA–UNO) – Partido Aprista Peruano (APRA) – Unión Nacional Odriísta (UNO) |            | Ubedelindo Vizconde García | Aprismo Conservadurismo social Populismo de derecha | 57.78%           | 8                | [ 2 ] |
|             | AP–DC       | Lista - Alianza Acción Popular - Democracia Cristiana (AP–DC) – Acción Popular (AP) – Partido Demócrata Cristiano (DC)                          |            | Ciro Arribasplata Bazán    | Liberalismo Humanismo Democracia cristiana          | 42.22%           | 6                | [ 2 ] |

## Resultados

### Sumario general
|                        |                                                                        |              |              |              |           |           |
| Partidos y coaliciones | Partidos y coaliciones                                                 | Voto popular | Voto popular | Voto popular | Regidores | Regidores |
| Partidos y coaliciones | Partidos y coaliciones                                                 | Votos        | %            | +/−          | Total     | +/−       |
|                        | Coalición Partido Aprista Peruano - Unión Nacional Odriísta (APRA–UNO) | 7,661        | 52.67        | –5.11        | 8         | ±0        |
|                        | Alianza Acción Popular - Democracia Cristiana (AP–DC)                  | 6,183        | 42.51        | +0.29        | 6         | ±0        |
|                        | Frente Patriótico Revolucionario de Cajamarca                          | 700          | 4.81         | n/a          | 0         | ±0        |
|                        |                                                                        |              |              |              |           |           |
| Total                  | Total                                                                  | 14,544       |              |              | 14        | ±0        |
|                        |                                                                        |              |              |              |           |           |
| Votos válidos          | Votos válidos                                                          | 14,544       | 89.71        | –0.37        |           |           |
| Votos en blanco        | Votos en blanco                                                        | 794          | 4.90         | –0.52        |           |           |
| Votos nulos            | Votos nulos                                                            | 875          | 5.40         | +0.90        |           |           |
| Votos emitidos         | Votos emitidos                                                         | 16,213       | n/a          | n/a          |           |           |
| Abstenciones           | Abstenciones                                                           | n/d          | n/a          | n/a          |           |           |
| Votantes registrados   | Votantes registrados                                                   | n/d          |              |              |           |           |
|                        |                                                                        |              |              |              |           |           |
| Fuente:                |                                                                        |              |              |              |           |           |

## Elecciones municipales distritales

### Resultados por distrito
La siguiente tabla enumera el control de los distritos de la provincia de Cajamarca. El cambio de mando de una organización política se resalta del color de ese partido.
| Distrito           | Alcalde(sa) titular            | Partido político | Partido político   | Alcalde(sa) electo(a)         | Partido político | Partido político   |
| ------------------ | ------------------------------ | ---------------- | ------------------ | ----------------------------- | ---------------- | ------------------ |
| Asunción           | Guillermo Dobbertin M.         |                  | Coalición APRA-UNO | Milciades Posadas Méndez      |                  | Coalición APRA-UNO |
| Chetilla           | Carlos Mendoza Terán           |                  | Alianza AP-DC      | Jorge Mendoza Terán           |                  | Alianza AP-DC      |
| Cospán             | Luis Arrestegui Alcántara      |                  | Coalición APRA-UNO | Antonio Bobadilla Guarniz     |                  | Coalición APRA-UNO |
| Encañada           | José Pajares Bringas           |                  | Coalición APRA-UNO | Temístocles Noriega Bringas   |                  | Alianza AP-DC      |
| Ichocán            | Leoncio Chávez Carrera         |                  | Coalición APRA-UNO | Ángel Tapia Jara              |                  | Coalición APRA-UNO |
| Jesús              | Luis Delgado Rojas             |                  | Coalición APRA-UNO | Luis Delgado Rojas            |                  | Coalición APRA-UNO |
| Llacanora          | Leoncio Linares Salazar        |                  | Coalición APRA-UNO | Leoncio Linares Salazar       |                  | Coalición APRA-UNO |
| Los Baños del Inca | Belisario Ravines Villacorta   |                  | Coalición APRA-UNO | Enrique Dobbertin Makushenska |                  | Coalición APRA-UNO |
| Magdalena          | José Cedrón Guarniz            |                  | Alianza AP-DC      | José Cedrón Guarniz           |                  | Alianza AP-DC      |
| Matara             | César Araujo Cabrera           |                  | Coalición APRA-UNO | César Araujo Cabrera          |                  | Coalición APRA-UNO |
| Namora             | Santiago Huaccha Cerquin       |                  | Coalición APRA-UNO | Jesús Camacho Gutiérrez       |                  | Coalición APRA-UNO |
| San Juan           | Julio Correa Ortiz             |                  | Coalición APRA-UNO | Alindor Sáenz Arce            |                  | Coalición APRA-UNO |
| San Marcos         | Pedro Acosta Paredes           |                  | Coalición APRA-UNO | Paulino Esparza Roncal        |                  | Coalición APRA-UNO |
| San Pablo          | Marcelino Castañeda Villoslada |                  | Alianza AP-DC      | Jacinto Arribasplata Díaz     |                  | Coalición APRA-UNO |